# Aníbal Muñoz Duque
Aníbal Muñoz Duque (Santa Rosa de Osos, 3 ottobre 1908 – Bogotà, 15 gennaio 1987) è stato un cardinale e arcivescovo cattolico colombiano.

## Biografia
Nacque a Santa Rosa de Osos il 3 ottobre 1908, figlio di José María Muñoz e Ana Rosa Duque. Fu battezzato nella chiesa parrocchiale di Santa Rosa de Osos il 16 ottobre dello stesso anno.
Dopo aver compiuto gli studi nel seminario diocesano di Santa Rosa de Osos fu ordinato presbitero il 19 novembre 1933. Fu docente e prefetto del seminario minore dell'Istituto per le missioni estere di Yarumal dal 1933 al 1937, quindi rettore e vice-superiore generale dello stesso istituto, dal 1937 al 1950.
Nel 1950 fu nominato pro-vicario generale della diocesi di Santa Rosa de Osos.
Fu eletto vescovo di Socorro e San Gil l'8 aprile 1951. Fu consacrato vescovo nella cattedrale di Bogotà il 27 maggio dello stesso anno da Antonio Samorè, nunzio apostolico in Colombia, co-consacranti Miguel Ángel Builes Gómez, vescovo di Santa Rosa de Osos, e Ángel María Ocampo Berrio, S.I., vescovo di Tunja. Scelse come motto episcopale Jesus Christus et hodie ipse et in saecula. 
Il 18 dicembre 1952 fu traslato alla diocesi di Bucaramanga e il 3 agosto 1959 fu promosso alla sede metropolitana di Nueva Pamplona. Prese parte al Concilio Vaticano II e alla I e alla II assemblea ordinaria del Sinodo dei vescovi nel 1967 e nel 1971 e alla prima assemblea straordinaria nel 1969.
Il 16 aprile 1967 fu nominato amministratore apostolico sede plena dell'arcidiocesi di Bogotà e il 20 marzo 1968 fu trasferito alla sede titolare di Cariana. Nell'agosto 1968 ospitò la visita di papa Paolo VI in Colombia in occasione del Congresso eucaristico internazionale. Si trattava della prima visita di un papa nel continente sudamericano. Il 2 agosto 1969 fu nominato arcivescovo coadiutore di Bogotà e succedette all'arcivescovo Luis Concha Córdoba il 29 luglio 1972, quando le dimissioni dell'ottantenne cardinale furono accettate. Il giorno successivo divenne anche vicario militare per la Colombia.
Papa Paolo VI lo elevò al rango di cardinale nel concistoro del 5 marzo 1973. Lo stesso giorno ricevette la berretta cardinalizia e il titolo di Cardinale presbitero di San Bartolomeo all'Isola. Partecipò a entrambi i conclavi del 1978: quello dell'agosto che elesse papa Giovanni Paolo I e quello dell'ottobre che elesse papa Giovanni Paolo II. Prese parte alla III assemblea plenaria del Consiglio episcopale latinoamericano a Puebla de Zaragoza nel 1979 e alla V assemblea ordinaria del Sinodo dei vescovi nel 1980.
Il 25 giugno 1984 si dimise dagli incarichi di arcivescovo di Bogotà e di ordinario militare in Colombia.
Morì il 15 gennaio 1987 all'età di 78 anni e venne sepolto nella cappella del Sagrario, accanto alla cattedrale di Bogotà.

## Genealogia episcopale e successione apostolica
La genealogia episcopale è:
- Cardinale Scipione Rebiba
- Cardinale Giulio Antonio Santori
- Cardinale Girolamo Bernerio, O.P.
- Arcivescovo Galeazzo Sanvitale
- Cardinale Ludovico Ludovisi
- Cardinale Luigi Caetani
- Cardinale Ulderico Carpegna
- Cardinale Paluzzo Paluzzi Altieri degli Albertoni
- Papa Benedetto XIII
- Papa Benedetto XIV
- Papa Clemente XIII
- Cardinale Marcantonio Colonna
- Cardinale Giacinto Sigismondo Gerdil, B.
- Cardinale Giulio Maria della Somaglia
- Cardinale Carlo Odescalchi, S.I.
- Vescovo Eugène de Mazenod, O.M.I.
- Cardinale Joseph Hippolyte Guibert, O.M.I.
- Cardinale François-Marie-Benjamin Richard de la Vergne
- Cardinale Pietro Gasparri
- Cardinale Clemente Micara
- Cardinale Antonio Samorè
- Cardinale Aníbal Muñoz Duque

La successione apostolica è:
- Arcivescovo Rafael Sarmiento Peralta (1963)
- Vescovo Joaquín García Ordóñez (1969)
- Vescovo Rubén Buitrago Trujillo, O.A.R. (1971)
- Cardinale Alfonso López Trujillo (1971)
- Vescovo Heriberto Correa Yepes, M.X.Y. (1973)
- Cardinale Mario Revollo Bravo (1973)
- Vescovo José Mario Escobar Serna (1974)
- Arcivescovo Alberto Giraldo Jaramillo, P.S.S. (1974)
- Arcivescovo Víctor Manuel López Forero (1977)
- Vescovo Ramón Darío Molina Jaramillo, O.F.M. (1977)
- Vescovo Luis Gabriel Romero Franco (1977)
- Vescovo Jorge Ardila Serrano (1980)